# Mario Mineo
Mario Mineo (Palermo, 9 maggio 1920 – Palermo, 3 giugno 1987) è stato un politico e antifascista italiano.

## Biografia
Figlio del matematico Corradino Mineo e di Francesca Salvo, dal 1939 al 1940 fa parte di un gruppo di antifascisti siciliani. Nel 1940 si laurea in giurisprudenza a Palermo.
Dopo l'ingresso delle truppe alleate in Sicilia, dal 1943 al 1944 è segretario del Fronte del Lavoro, al suo scioglimento aderirà al Partito Comunista Italiano. Nel 1945, dopo aver lasciato il PCI, aderisce al Partito Socialista Italiano di Unità Proletaria e viene nominato a far parte della Consulta regionale siciliana per l'elaborazione del progetto di Statuto per la Regione Siciliana. Nel 1946, in seguito alla scissione di Palazzo Barberini, lascia il PSIUP e rientra nel PCI.
È stato deputato all'Assemblea regionale siciliana dal 1947 al 1951, eletto nel 1947 nella lista Blocco del Popolo (Fronte Democratico Popolare) nel collegio di Palermo.
Nel 1962 esce definitivamente dal PCI ed inizia un percorso al di fuori dei partiti della sinistra tradizionale che lo porta dapprima nel gruppo Sinistra Comunista, successivamente, nel 1965, lo vede tra i fondatori del Circolo Labriola che dopo un periodo di adesione alla IV Internazionale ne uscirà nel 1968 per divenire il Circolo Lenin, che approderà infine nel 1970 al gruppo del Il manifesto. 
Nel 1975 viene eletto consigliere comunale di Palermo nelle liste di Democrazia Proletaria, cartello elettorale delle formazioni della cosiddetta "sinistra extraparlamentare". Nella fase di unificazione tra il Manifesto ed il Partito di Unità Proletaria, che porterà nel 1974 alla nascita del Partito di Unità Proletaria per il Comunismo, Mineo entra in rotta con il gruppo dirigente del Manifesto; accusato di frazionismo, verrà espulso nel 1975. 
Da questo momento indirizzerà tutte le sue energie alla pubblicazione della rivista Praxis, il cui primo numero esce nel marzo del 1976. La rivista ha una periodicità mensile, e si basa sul contributo di piccoli nuclei redazionali locali in varie regioni d'Italia: oltre al nucleo di militanti palermitani usciti con Mineo dal PdUP ci sono, a Torino, il nipote Corradino Mineo e Tiziana Aristarco, a Genova Mario Genco, a Milano Gabriella Emiliani e Massimo Florio, a Roma Massimo Scalia, Ari Derecin, Franco Mistretta e Cesare Donnhauser, in Umbria Renato Covino; collaborano occasionalmente alla rivista anche Domenico Tarizzo, Tito Perlini, Sebastiano Timpanaro, Attilio Mangano, Livio Maitan, Alberto Asor Rosa, Gianni Mattioli e Paolo Gentiloni.
Quando nel 1984 anche questa esperienza si concluderà, Mineo decide di dedicarsi completamente all'approfondimento teorico ed alla rielaborazione dei suoi scritti.
Muore improvvisamente il 3 giugno del 1987 stroncato da un infarto.
Dal 1991 al 1998 un comitato editoriale formato da Elena Mineo, Dario Castiglione, Renato Covino, Enrico Guarneri e Piero Violante ha curato la pubblicazione degli Scritti di Mario Mineo in sei volumi, editi da Flaccovio Editore Palermo. 
Nel 2012 la Commissione Toponomastica del Comune di Palermo, su suggerimento della comunità educante dell'ITCS "Francesco Crispi" di Palermo, di cui Mario Mineo era stato docente, ha intitolato il largo antistante l'istituto (già Giovanni Campolo 110) quale Largo Mario Mineo. Lo ricordarono pure con una statua che lo raffigura sotto un albero nel 1969, costruita da un falegname anonimo.

## Opere
- Mario Mineo, Lo stato e la transizione, Unicopli, Milano, 1987
- Mario Mineo, Scritti economici (1940-1967), a cura di Santina Cutrona, Flaccovio Editore Palermo, 1991
- Mario Mineo, Scritti teorici (1964-1987), a cura di Dario Castiglione, Enrico Guarneri, Piero Violante, Flaccovio Editore Palermo, 1991
- Mario Mineo, Scritti sulla Sicilia (1944-1984), a cura Dario Castiglione e Piero Violante , Flaccovio Editore Palermo, 1995
- Mario Mineo, Scritti politici I (1945-1975), (in due tomi), a cura di Renato Covino, Flaccovio Editore Palermo, 1998
- Mario Mineo, Scritti politici II (1976-1981), (in due tomi), a cura di Renato Covino, Flaccovio Editore Palermo, 1997
- Mario Mineo, Scritti politici III (1981-1987), a cura di Dario Castiglione, Enrico Guarneri, Piero Violante, Flaccovio Editore Palermo, 1998